# Fílipos Tsalakhuris
Fílipos Tsalakhuris (Kamina (República Democràtica del Congo), 16 d'agost, 1969 i és un compositor grec contemporani. Actualment és director de les escoles de música del Conservatori d'Atenes i membre de ple dret de l'Acadèmia Jònica.

## Biografia
Va créixer a Atenes. Va estudiar flauta (amb N. Depountis) i teoria avançada (amb N. Neurakis & D. Dragatakis) al Conservatori Nacional amb una beca de la Sra. Charas Kalomiris i els seus mestres. Ha assistit a seminaris sobre el sistema Kodaly a Hongria i té un Diploma en Composició. El seu contacte amb la tradició musical hongaresa va ser decisiu.
És considerat un dels compositors més actius i prolífics de la seva generació amb més de cent trenta obres que s'han presentat a molts països de Grècia, Europa, Àsia i Amèrica. Entre elles destaquen les sis simfonies, l'òpera "Juli Cèsar", les tres litúrgies, l'Stabat Mater, el drama litúrgic "L'hora de l'últim sopar", les òperes de cambra "Puixkin" i "Miquel Àngel a Roma", el "24". Danses gregues per al Museu Benaki", la "Suite Julian", set quartets de corda, dos concerts per a piano, el Concert per a violoncel, obres de música de cambra, "Bosco sagrat de les Eumènides", "Lenz", cançons per a veu i piano, obres corals, obres per a piano, "Psicostasi", "Esmirna", "Set discursos de Crist a la creu" , "Esperinos", "Epíleg", "La mort de Lord Byron", "Trauermusik", "Dansa de les Muses", "Laudate Silentium", "Cantate Domino", "Al desert", 美月, Erebus, "Raquel", "L'última pregària d'Hildegarda", "Job", "Requiem terrenum", "Llàtzer", "L'anhel de Déu" , "Requiem terrenum" etc.
Ha col·laborat amb el Teatre d'Art "Karolos Kuhn", el Teatre Nacional, el Teatre Estatal del Nord de Grècia, etc., component música per a més de trenta obres de Ionesco, Txékhov, Bernhard, Strindberg, Rodrigues, Anagnostaki, Goldoni, Campanelli, Paige, Arou, Koltes, Williams, Gajo, Leotier, Horne, Shakespeare, O'Brien, Ibsen, Sòfocles, Aristòfanes, Miller, etc. Va impartir classes a l'Escola de Teatre del Teatre d'Art "Karolos Kuhn" de 1991 a 2005 i a l'Escola de Drama del Conservatori d'Atenes de 2004 a 2005. 2018 Ha aparegut als festivals d'Epidaure, Atenes, Efes, Dodoni, Filipos, Dimitria Tessalònica, etc. Com a part del seu treball al teatre, per a representacions del Teatre d'Art, va ensenyar Dansa i va editar la música de Yiannis Christos per a les obres "Granotes" (1992) i "Perses" (2000).
Ponent convidat al Programa de Cursos Intensius d'Estiu de la Xarxa Europea per a la Investigació i Documentació de les Espectacles de Drama Grec Antic [Arc-Net] a Epidaure, va parlar sobre la música en el teatre antic i l'ensenyament de la dansa (2004-2011/2013-2015) .
L'any 1999 Sarolta Kodály i la International Kodály Society li van encarregar la composició d'una peça coral en record de Kodály per ser estrenada en un simposi internacional a Hongria ("El gat i la lluna"). L'any 2002, la Sala de Concerts d'Atenes, amb motiu del quaranta anys de la mort de Manolis Kalomiris, li va encarregar la composició d'una obra per a violí i petita orquestra ("Smyrni, la ciutat que viatjava pel cel"). Després d'un encàrrec del Museu Benaki, va compondre una gran obra per a gran orquestra i cor, en memòria de Nikos Skalkotas ("24 danses gregues per al Museu Benaki"). L'any 2008, l'Ajuntament de Corint li va encarregar la composició d'una obra amb motiu del 150è aniversari del devastador terratrèmol i de la fundació de la nova ciutat de Corint ("L'himne de l'amor"). L'octubre de 2012, l'Institut Hellenic, Royal Holloway College, Universitat de Londres, li va encarregar la composició d'una obra simfònica en memòria del distingit erudit romà d'Orient Iuliani Chrysostomidou ("Suite Iuliani"). El febrer de 2019 va completar la seva 6a Simfonia titulada "Arcadia" després d'un encàrrec de l'Institut Hel·lènic i de la International Arcadian Society amb el suport del Ministeri de Cultura, Educació, Esports i Joventut de la República de Xipre. Va compondre l'himne per a les arts olímpiques i la cerimònia celebrada a Atenes l'octubre de 2023.
És membre del comitè artístic del Museu Benaki des del 2010. És membre habitual de les Rencontres Interdisciplinaires Franco-helléniques. Membre de la Unió de Músics Grecs des del 1997 fins al 2023.
La docència és un dels factors més importants en el desenvolupament de la seva personalitat. Imparteix la docència de manera continuada des de l'any 1990. Va treballar al Conservatori Nacional (1990-1995), al Conservatori Kodály (1992 – 2017) i a l'Escola de Música Madrigalio de Corint (2005 – 2015). Des de setembre de 2004 imparteix classes al Conservatori d'Atenes (Composició, Orquestració, Història de la Música i Organologia així com Història de la Música a l'Escola de Dansa de l'OA). El juliol de 2019 va assumir les funcions de Director de les Escoles de Música del Conservatori d'Atenes.

## Honors
Va ser guardonat l'any 2008 per l'Acadèmia d'Atenes amb el premi "G. A. Papaioannou" per tota la seva obra i per la seva contribució a la música. També ha rebut la Medalla de Plata de la Ciutat de Rodes (2009) i el premi "Bàlsam" pandodecanès (2009). El Comitè Olímpic Hel·lènic, l'Ajuntament de Corint, etc.